# Bakhmut (Rússia)
|  | Per a altres significats, vegeu «Bakhmut». |

Bakhmut (en rus: Бахмут) és un poble de Baixkíria, a Rússia, que en el cens del 2010 tenia 618 habitants. Pertany al districte de Iermolàievo.